# Estación Sánchez
Sánchez es una estación ferroviaria ubicada en la localidad de Villa General Savio, Provincia de Buenos Aires, Argentina. En estación se encuentra uno de los Patios de NCA

## Servicios
La estación corresponde al Ferrocarril General Bartolomé Mitre de la red ferroviaria argentina.
Se encuentra actualmente sin operaciones de pasajeros, sin embargo por sus vías transitan los servicios Retiro-Rosario/Córdoba/Tucumán de la empresa estatal Trenes Argentinos Operaciones, aunque no hacen parada en esta.
Desde esta estación se desprende un pequeño ramal de cargas hasta la planta Ternium Siderar.